# Gigabyte Technology

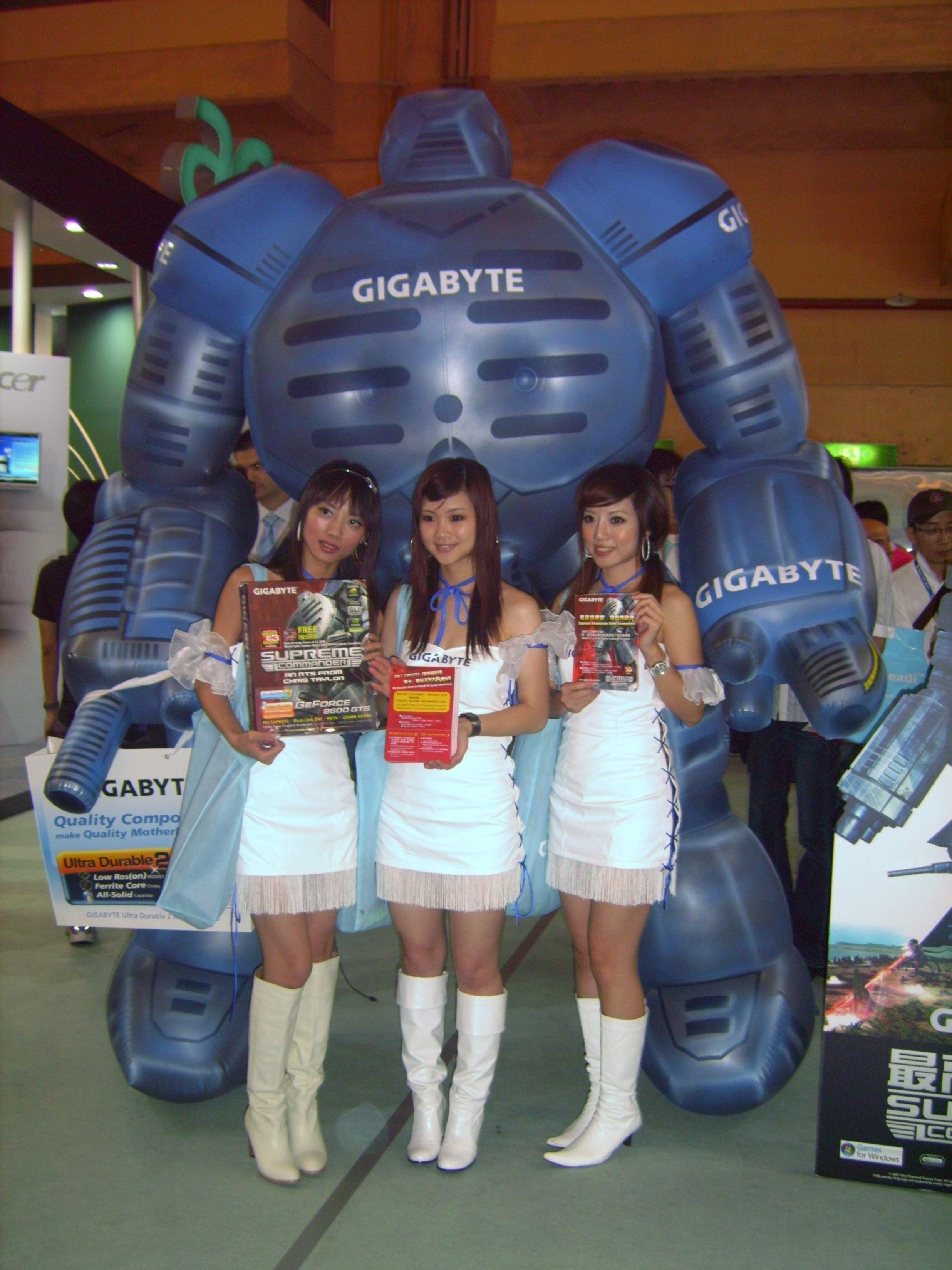
Modelos representantes a Gigabyte durante la Computex Taipei celebrada en junio de 2007.

Gigabyte Technology (en chino tradicional, 技嘉科技股份有限公司) es una empresa tecnológica fabricante de hardware con sede en Taiwán, más conocida por sus placas base.

## Historia
Gigabyte Technology Co. Ltd. fue fundada en 1986 por Pei-Cheng Yeh. Los componentes de Gigabyte se usan en Alienware, Falcon Northwest, CybertronPC y Origin PC.
Una característica clave de Gigabyte que se remonta al 2006 fueron sus tarjetas madre ultra-duraderas, anunciadas con "todos los condensadores sólidos".
El 8 de agosto de 2006, Gigabyte anunció una empresa conjunta con Asus.
Gigabyte desarrolló la primera Fuente de alimentación controlada por software del mundo en julio de 2007, la Serie ODIN GT.
Un método innovador para cargar el iPad y iPhone en el ordenador fue introducido por Gigabyte en abril de 2010.
Gigabyte lanzó la primera tarjeta madre Z68 del mundo el 31 de mayo de 2011, con una conexión mSATA para Intel SSD y Smart Response Technology.
El 2 de abril de 2012, Gigabyte desarrolló la primera tarjeta madre del mundo con el CI 60A de International Rectifier.

## Productos
Además del diseño y manufactura de tarjetas madre que soportan procesadores AMD e Intel, la compañía también fabrica tarjetas de video construidas con GPUs de ATI Technologies y NVIDIA.
Entre otros productos de Gigabyte también están PC de sobremesa, tabletas, ultrabooks, teléfonos móviles, asistentes digitales personales, placas base de servidor, Rack para servidores, equipos de red, unidades ópticas, monitores, ratones, teclados, componentes de refrigeración, Fuente de alimentación, gabinetes y una línea de barebones ATX.

## Normativa de denominación para placas base
Gigabyte hace uso de un sistema especial para nombrar sus motherboards, por ejemplo, en el modelo GA-P35-DS3R, el prefijo GA, denota simplemente que es fabricado por Gigabyte. El segmento central indica que tipo de chipset utiliza, en este caso un Intel P35. Mientras que el sufijo muestra que características tiene la placa base. Todas las partes que componen la denominación de un modelo, se componen de diversas abreviaciones, así pueden encontrarse algunas de las siguientes variantes:
Las abreviaturas de segmento disponibles:
- Si "A" aparece después del código de chipset, esto tiene "333 onboard acceleration" (USB 3.0, USB Power X3, SATA 3.0 6 Gbit/s)
- Si "M" aparece después del código de chipset, esto es un bordo de mATX.
- Si "N" aparece después del código de chipset, esto es un bordo de Mini-ITX.
- Si "M" aparece delante del número de chipset esto significa que es para un procesador AMD, pero tiene un non-AMD chipset.
- Si "MA" aparece después del número de chipset es para un procesador AMD y tiene un AMD chipset. ejemplo: (GA-880GMA-USB3)
- Si "E" aparece antes del número de chipset esto tiene al Ahorrador de Energía Dinámico como modo de ahorro de energía. ejemplo: (GA-EG45M-UD2H)

Segundas abreviaturas de segmento disponibles:
- E - Atributos de Eficiencia energética
- T - Soporte solo para DDR3
- C - Soporta DDR2 y DDR3
- F - incluye puerto y conector FireWire
- Ni T o C en las abreviaturas significan que la placa madre solo tiene soporte de SDRAM DDR2.

Terceras abreviaturas de segmento disponibles:
- D (durabilidad) - Indica que la motherboard utiliza solamente condensadores sólidos
- S2 - Diversas prestaciones como Q-Flash BIOS etc
- S3 - Igual que el anterior, pero incluye características para overclocking
- S4 - Inclusión de heat pipe para enfriamiento de componentes, más los rasgos previos
- S5 - Lo antes mencionado, pero con soporte para CrossFire
- Q6 - Indica que está optimizada para el uso de procesadores quad-core

Cuartas abreviaturas de segmento disponibles:
- # (2, 3, 4, 5, 6, 7 o 9) - Compara placas madres de misma clase. (ejemplo: GA-P55-UD3)

Quintas abreviaturas de segmento disponible:
- R - 2 puertos SATA II extra y capacidad para ejecutar RAID, sin firewire ni Crossfire (p.e. P35-DS3R)
- G - Uso de condensadores sólidos para el Módulo regulador de voltaje del CPU
- H - Salida HDMI
- V - Salida DVI
- L - Menos puertos SATA2, sin RAID, Firewire, ni Crossfire, ni SLI. Enfriamiento por disipadores. (p.e. P35-DS3L)
- P - Enfriamiento silencioso, RAID, puertos PCI-e y SATA extras (p.e. EP45-DS3P)

## Galería
|  |
|  |

|  |
|  |

|  |
|  |

|  |
|  |

|  |
|  |

|  |
|  |

|  |
|  |

|                         |
| Tarjeta gráfica de 2020 |